# Festival igbo del nuevo ñame

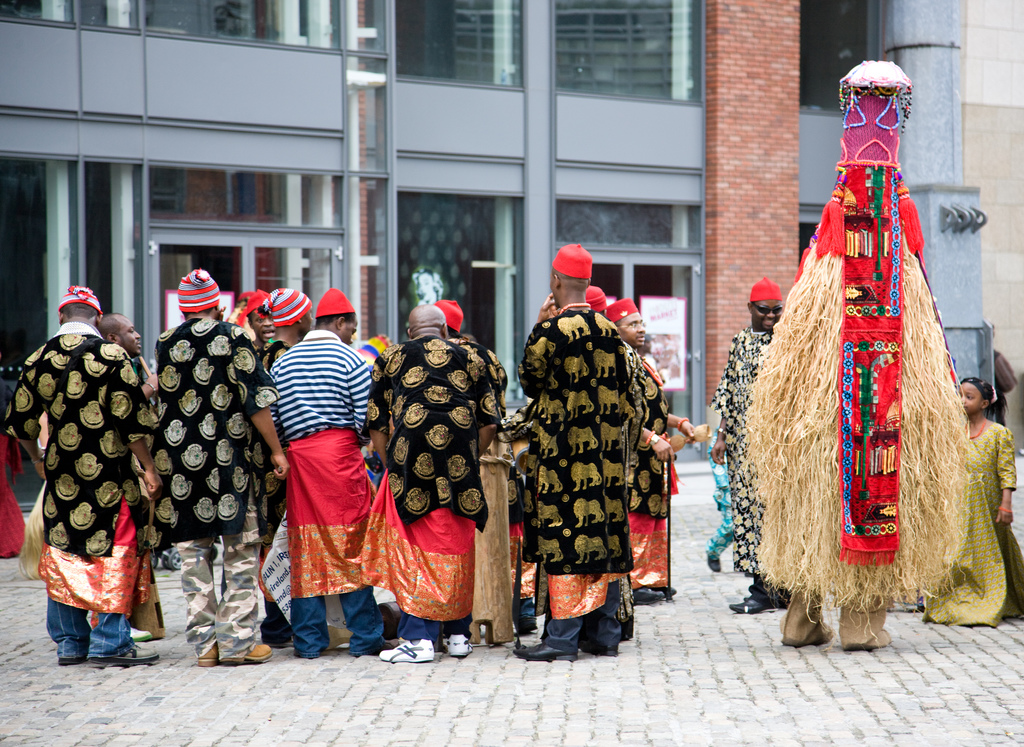
Inmigrantes igbos en Dublín, Irlanda, celebrando el festival del nuevo ñame

El Festival del Nuevo Ñame (en igbo, Iri Ji ọhụrụ ndi Igbo; en inglés, The New Yam Festival of the Igbo people) es un festival cultural anual del pueblo igbo que se da al final de la temporada de lluvias, a principios de agosto. La celebración es una ocasión muy cultural, que une a las diversas comunidades igbo, esencialmente agrarias, y dependientes del ñame, considerado por los igbos como «el rey de los cultivos».
El festival, llamado localmente iri ji, también iwa ji o ike ji (según el dialecto; lit. «comer ñame nuevo») es especialmente popular en Nigeria, de donde son oriundos los igbos, y en Ghana, aunque también se practica en toda África occidental, simbolizando la conclusión de un ciclo de cosecha y el comienzo del próximo. 

## Tradición igbo
El ñame es el primer cultivo que se cosecha y es el cultivo más importante de la región. El Festival del ñame es, por lo tanto, una celebración que representa la importancia del ñame en la vida social y cultural de los igbos. La noche anterior al día del festival, todos los ñames viejos (de la cosecha del año anterior) se consumen o descartan. Esto se debe a que se cree que el Año Nuevo debe comenzar con ñames frescos y sabrosos en lugar de los viejos cultivos secos del año anterior.  Al día siguiente, solo se sirven platos de ñame en la fiesta, ya que el festival es un símbolo de la abundancia de los productos.
Aunque el estilo y los métodos pueden diferir de una comunidad a otra, los componentes esenciales que componen el festival siguen siendo los mismos. En algunas comunidades, la celebración dura todo un día, mientras que en muchos lugares puede durar una semana o más. Estas festividades normalmente incluyen una variedad de entretenimientos y ceremonias, incluida la realización de ritos por parte del igwe (Rey tradicional), o el anciano sabio que actúa como autoridad, así como bailes rituales igbos; también espectáculos contemporáneos, bailes de disfraces y desfiles de moda.

## Ceremonia deỊwa-ji
Por lo general, al comienzo del festival, los ñames se ofrecen a los dioses y antepasados antes de distribuirlos a los aldeanos. El ritual lo realiza el hombre más anciano de la comunidad o el rey o el titular del título. Este hombre también ofrece los ñames a Odinani (Dios), las deidades y los antepasados al mostrarle gratitud a Dios por su protección y amabilidad al guiarlos desde los períodos de escasez hasta el momento de la cosecha abundante sin hambruna.   Después de la oración de acción de gracias a Dios, comen el primer ñame porque se cree que su posición les otorga el privilegio de ser intermediarios entre sus comunidades y los dioses de la tierra. Los rituales están destinados a expresar la gratitud de la comunidad a los dioses por hacer posible la cosecha, y se siguen ampliamente a pesar de los cambios más modernos debido a la influencia del cristianismo en el área. Por lo tanto, esto explica los tres aspectos de la cosmovisión igbo, que son pragmáticos, religiosos y apreciativos.
El día es simbólico de disfrute después de la temporada de cultivo, y la abundancia se comparte con amigos y simpatizantes. Una variedad de festividades marcan el comer del nuevo ñame. Las danza folclórica, las mascaradas, los desfiles y las fiestas crean una experiencia que algunos participantes caracterizan como "arte"; El colorido festival es un espectáculo de alegría, agradecimiento y sentimiento comunitario.
El aceite de palma (mmanụ nri) se usa para comer el ñame. Iwa ji también comparte algunas similitudes con el Festival del Medio Otoño, ya que ambos se basan en los ciclos lunares y son esencialmente festivales de la cosecha comunitarios.
Este evento es importante en el calendario de todas las personas igbo en todo el mundo.
La cosecha de ñame y la celebración del Dios de la tierra a través del gran festival Iri Ji es un epítome de la creencia religiosa de la gente en la deidad suprema. La llegada de la luna nueva en agosto marca la preparación para el Iri Ji, pero el tiempo y el modo de preparación difieren de una comunidad a otra.

Escenas del festival igbo del nuevo ñame
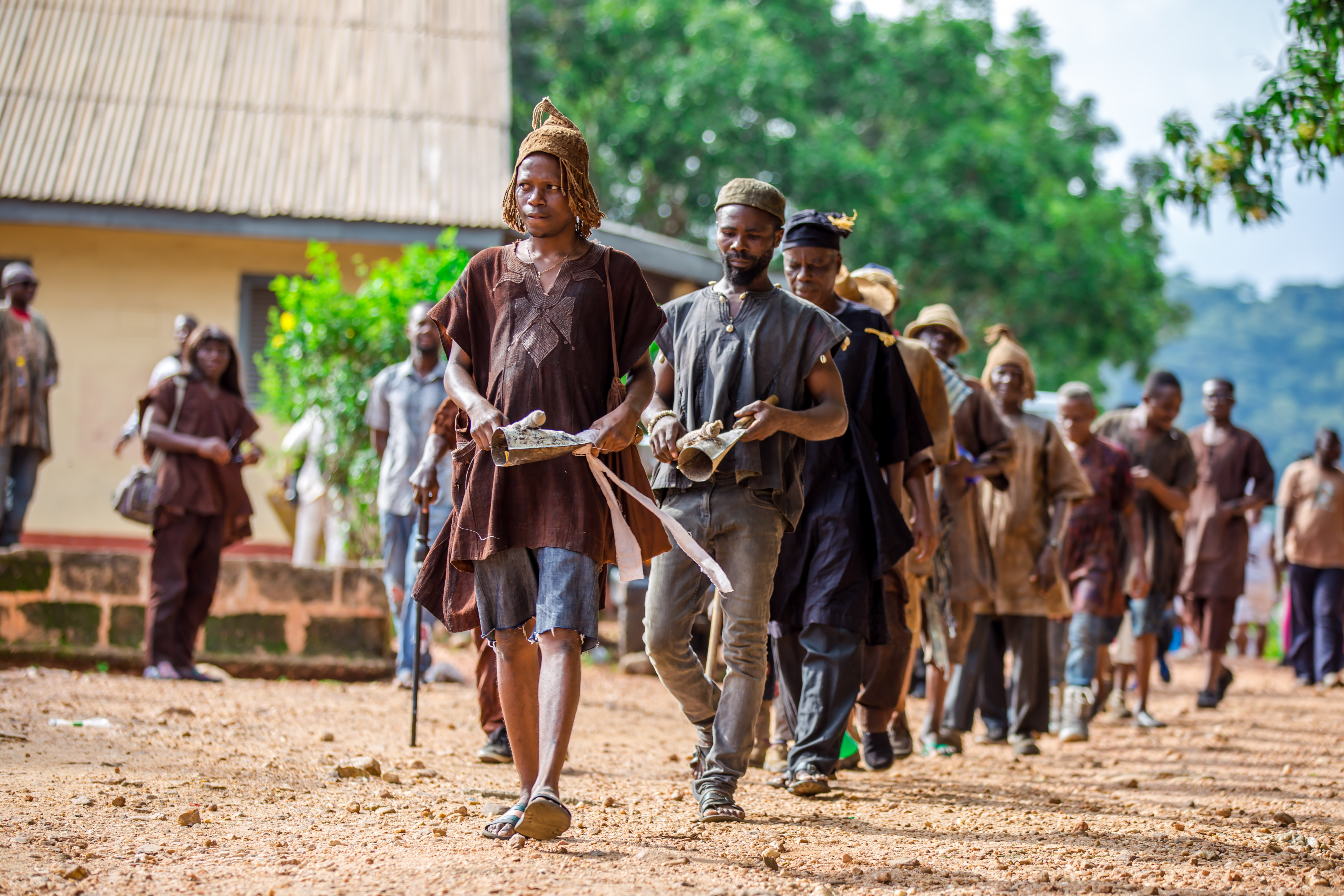
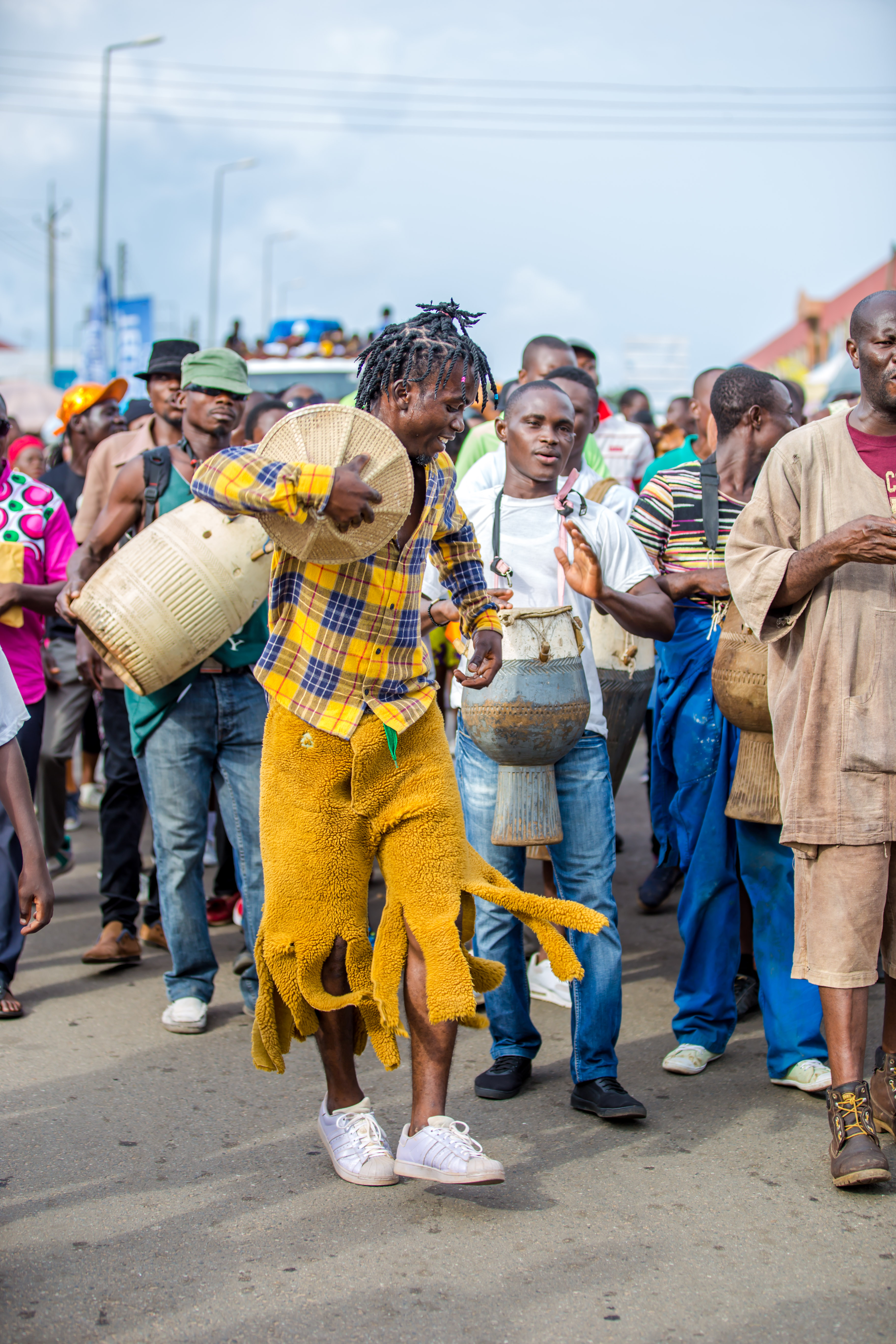
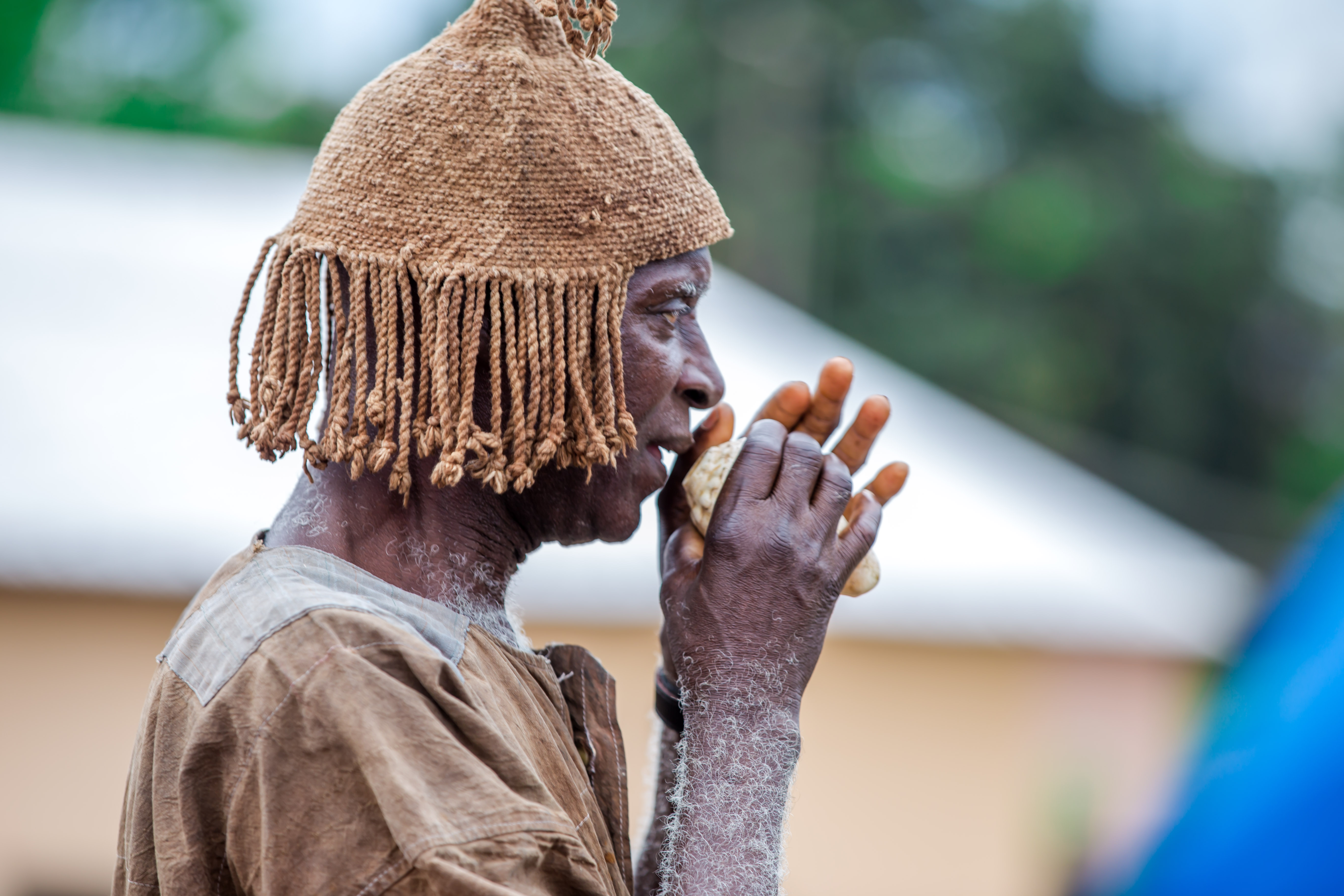
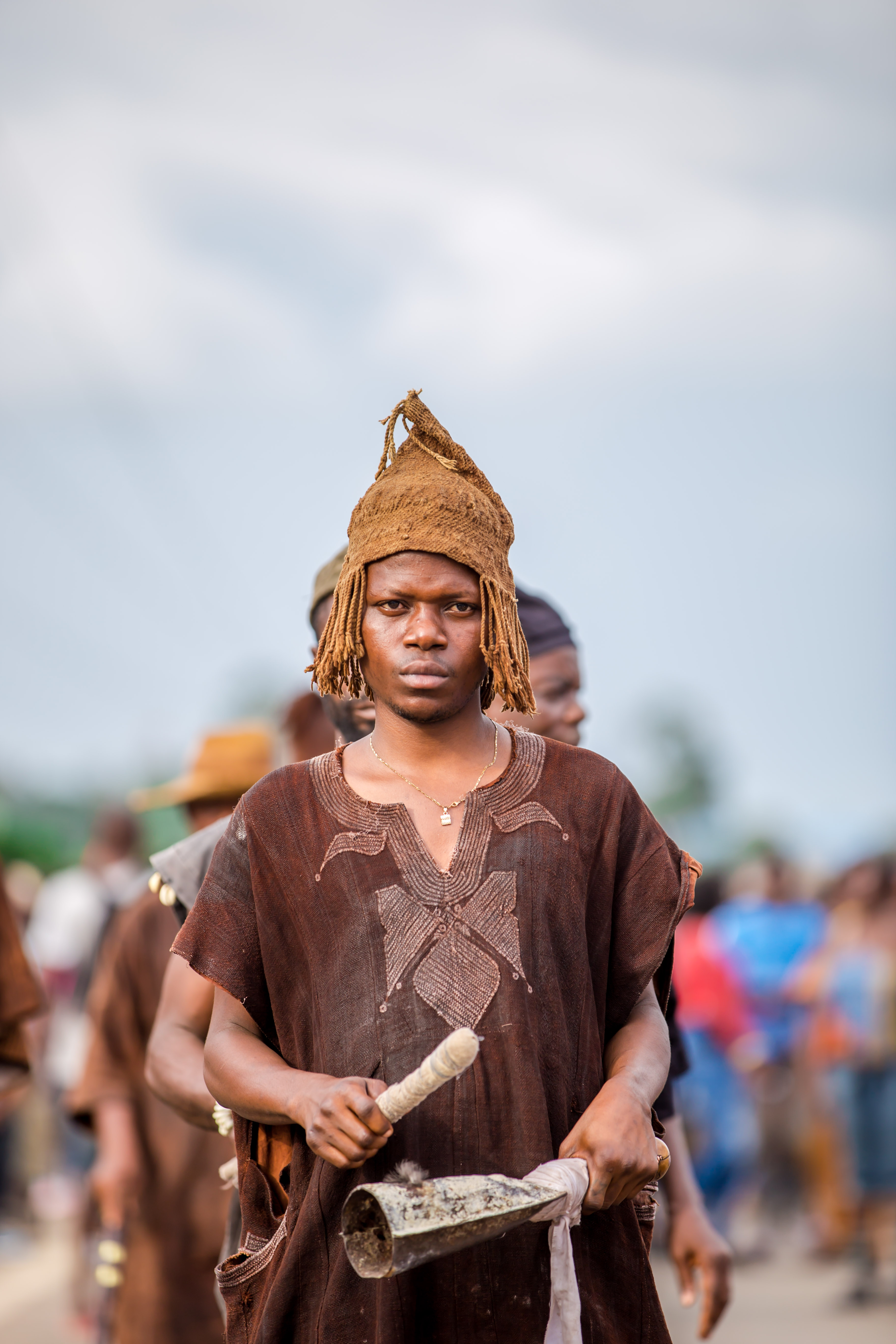
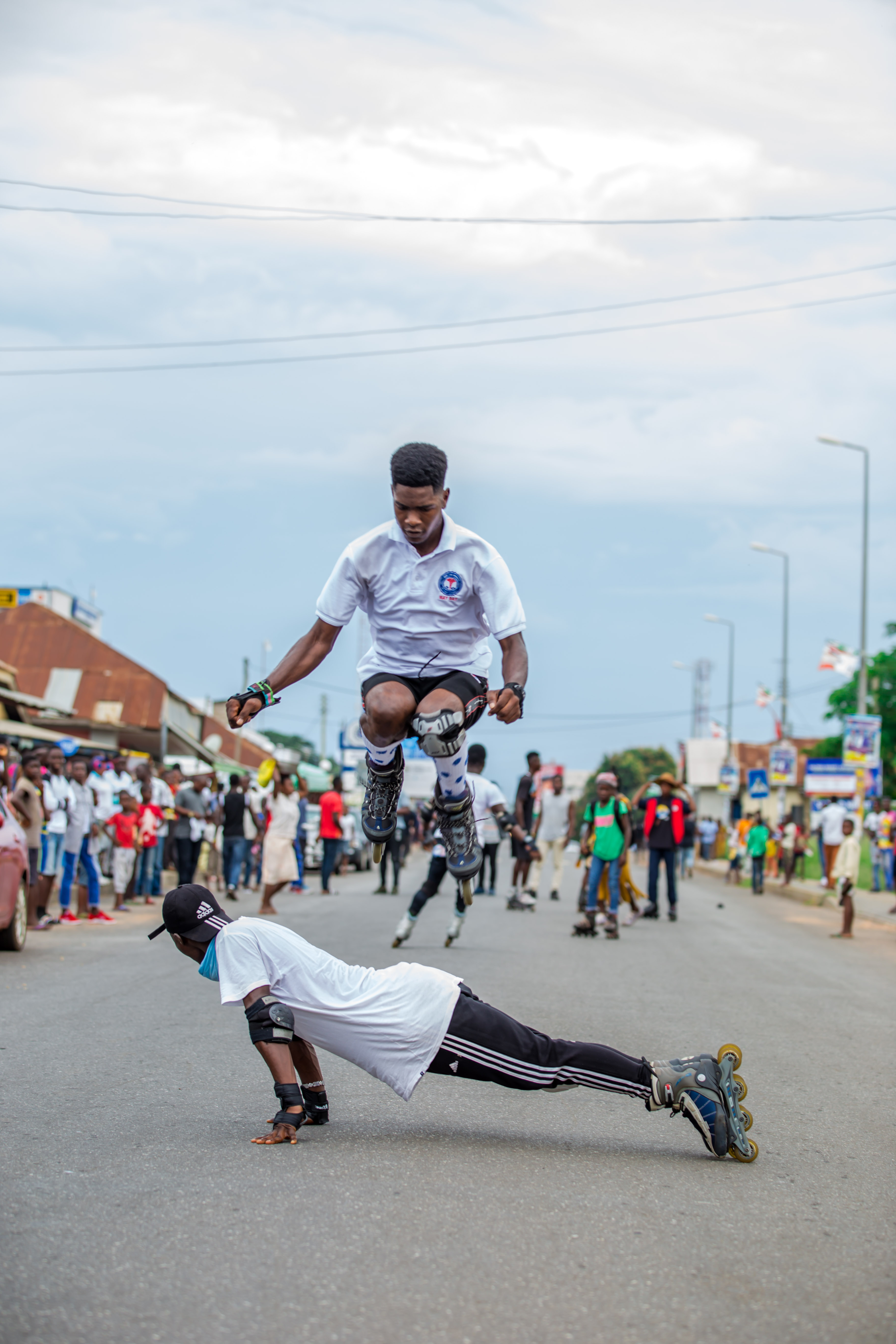